# Bokermannohyla langei
Bokermannohyla langei é uma espécie de anfíbio da família Hylidae. Endêmica do Brasil, pode ser encontrada somente na localidade-tipo no município de Marumbi, no estado do Paraná.